# ريتشارد إي. كراوس
ريتشارد إي. كراوس (بالإنجليزية: Richard E. Kraus)‏ هو عسكري أمريكي، ولد في 24 نوفمبر 1925 في شيكاغو في الولايات المتحدة، وتوفي في 3 أكتوبر 1944 في ولاية بيليليو في بالاو.